# オルヴァル
1. ベルギーのワロン地域、リュクサンブール州にある地名。
2. 1の町にあるシトー派（トラピスト）修道院の名称。オルヴァル修道院。
3. 2の醸造所で作られるトラピストビールの名称。ここで記述する。

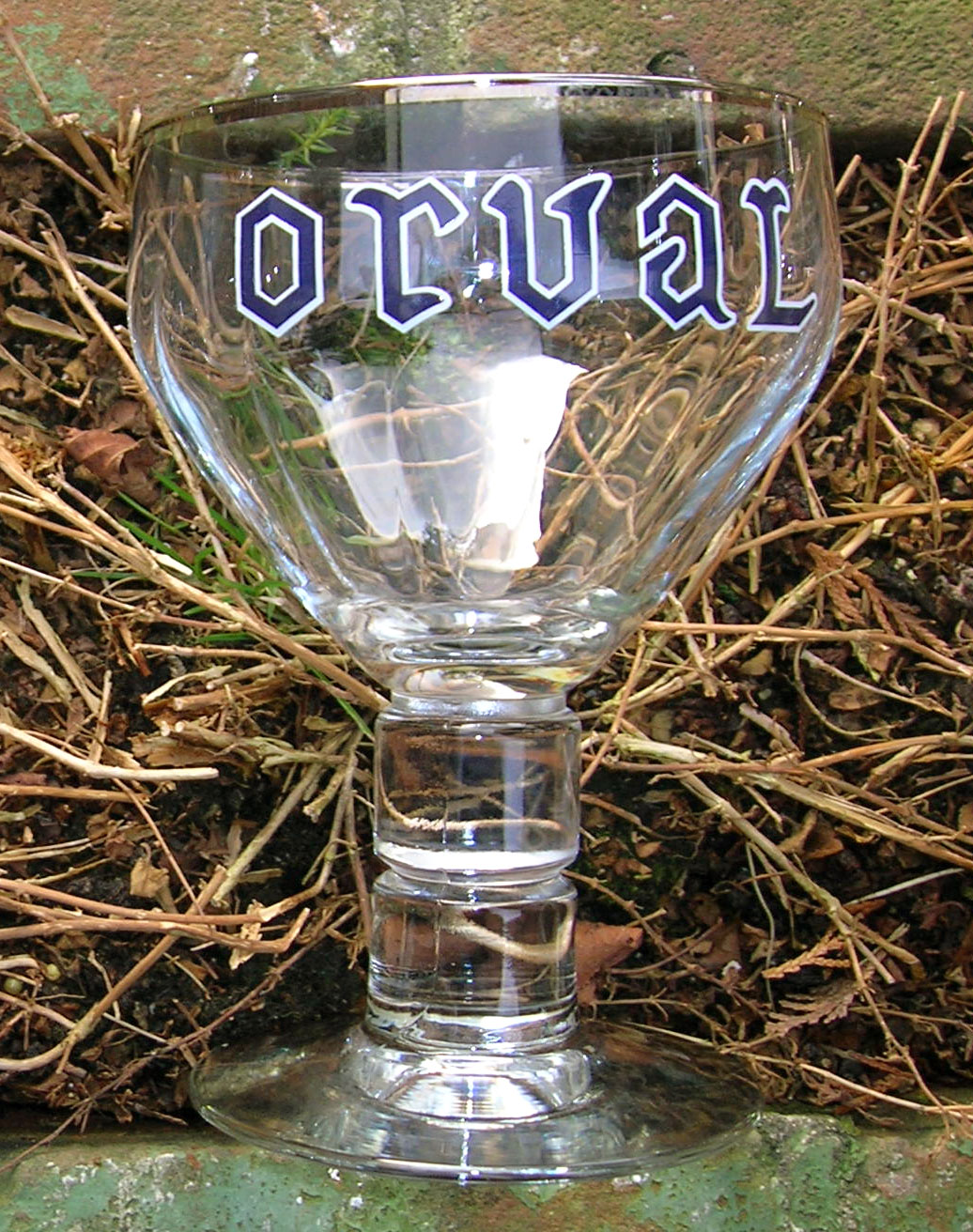
オルヴァル専用グラス

オルヴァル (Orval)　は、ベルギーのオルヴァル修道院で醸造されるトラピストビールの銘柄。

## 概要
オルヴァルはマチルドの泉の伝説（後述）によって知られるトラピスト会の修道院で醸造されるビールである。
現在の修道院のすぐ近くに廃墟となった旧修道院跡があり、ここにマチルドの泉と呼ばれる小さな泉がある。
修道院の生活水およびビールの醸造にはこの泉の水が用いられている。
ビールは2種類を醸造しているが、1つは院内での飲用のため流通銘柄が1つのみと少ない。
その味の評価は高く、ベルギービールの紹介で知られるマイケル・ジャクソンはオルヴァルを最高ランクに位置づけている。
醸造手順は複雑でこだわりのある醸造を行っている。
まず、ロースト具合の違う麦芽（ペールモルトに少量のカラメルモルト）で作った麦汁に、ホップ、キャンディーシュガーを加え一時発酵を行う。
二次発酵の際には乾燥したアロマホップ（バイエルン地方ハラタウ種とのユーゴスラビアのゴールディング種）を袋に入れ一緒に漬け込む。
このドライホッピングの手法はイギリス発祥のためベルギービールでこれを用いるのは極めて希である。
瓶詰めの際にはキャンディーシュガーとブレンド酵母を加えて瓶内三次発酵を行う。ドライホッピングなどの技術は、1931年、醸造開始時に招聘された最初の醸造士であるドイツ人と、次の醸造士であるベルギー人により取り入れられた。
他のトラピスト修道院同様に、その収益は修道院の維持と慈善事業のみに使用されている。

## 歴史
- 1076年、イタリアからベネディクト派の修道士達がこの地に招かれ設立開始。マチルド伯爵夫人により建設の基礎資金が提供された。1124年に完成。
- 1132年、フランスからシトー会の修道士グループが合流する。
- 1252年、火災により焼失。再建におおよそ100年かかる。また1637年、三十年戦争の際には掠奪を受けている。
- 1793年、フランス革命の際にフランス軍によって焼き討ちされ破壊される。
- 1926年、修道院を新しく建設し再建が開始される。
- 1931年、再建資金を得る手段としてビール醸造を開始。1932年5月2日から販売を開始。初期は瓶ではなく樽でのみ販売していた。
- 1948年、新修道院が完成する。

## マチルドの泉の伝説
イタリアはトスカーナ地方のマチルド・トスカニー伯爵夫人(Mathilde de Toscane)がこの地を訪れ、谷にあった泉のほとりに腰掛けていたところ、
亡き夫の形見である結婚指輪を泉へ落としてしまった。
夫人は聖母マリアに祈りを捧げ「指輪がかえってきたならば、この地に修道院を建てます」と祈願した。
すると一匹の鱒（ます）が指輪をくわえ水面へと姿を現したのである。
マチルド夫人は喜び驚いて「本当にここは黄金の谷！(Val d'Or）だわ！」と叫んだ。
これにちなんで、この一帯をオルヴァル(Orval)と呼ぶようになった。

## ビール
伝説にちなみ、指輪をくわえる鱒の意匠が施されている。
前述の通り流通は1種類のみである。
オルヴァル (Orval Trappist Ale)
アルコール度6.2%。王冠、ラベルは白地に青、金色。液色はブラウン。ホップの香りが強く複雑。華のような香りと同時に深い香りをもつ。苦みは強い。熟成具合による変化が大きいことでも知られる。古いものはキメの細かい大きな泡を立てる。味は酸味が強くなるという意見と、まろやかで深みが強くなるという意見がある。これは味に対する意見の相違ではなく、熟成により個体差が大きくなっているという見方もある。
オルヴァル・グリーン（Petite Orval)
アルコール度数 3.5%。王冠は緑。修道士の飲用で度数が低い。一般には流通していないが院近辺のカフェで飲むことが可能。液色はブラウンから琥珀色。香りは通常のオルヴァルより抑え気味。